# Ritratto di uomo anziano (Ghirlandaio)
Il Ritratto di uomo anziano è un disegno su carta di Domenico Ghirlandaio, conservato a Stoccolma e che faceva parte della raccolta personale di Giorgio Vasari.

## Storia e descrizione
Questa testa di vecchio, disegnata a punta d'argento e con rialzo di lumi in biacca, su carta preparata in colore rosa intenso, è ritagliato in forma ovale e poi incollato su un foglio rettangolare, inquadrato da Giorgio Vasari ad acquarello color seppia, con nudi e cartigli in stile michelangiolesco. Faceva parte del Libro de' disegni di Giorgio Vasari, la famosa collezione di Vasari che contava 526 disegni - da Cimabue fino ai suoi giorni - da lui raccolti durante la redazione delle Vite, come esempio dello stile degli artisti di cui scriveva la biografia. Egli inquadrò questi disegni, secondo il suo personale gusto, entro cornici da lui stesso ideate e disegnate.
Il Libro dei disegni fu venduto nel 1574 dagli eredi di Vasari al collezionista fiorentino Niccolò Gaddi (1537-1591); quindi furono rivenduti prima del 18 maggio 1638, data della morte di Lorenzo Sabatini che era stato incaricato di farne l'expertise. Oggi questi fogli sono dispersi fra varie prestigiose collezioni. A Stoccolma sono presenti 83 disegni, provenienti dalla collezione Vasari.
Il Ritratto di uomo anziano è il disegno preparatorio del dipinto di Domenico Ghirlandaio del 1490 Ritratto di vecchio con nipote, conservato al Louvre.

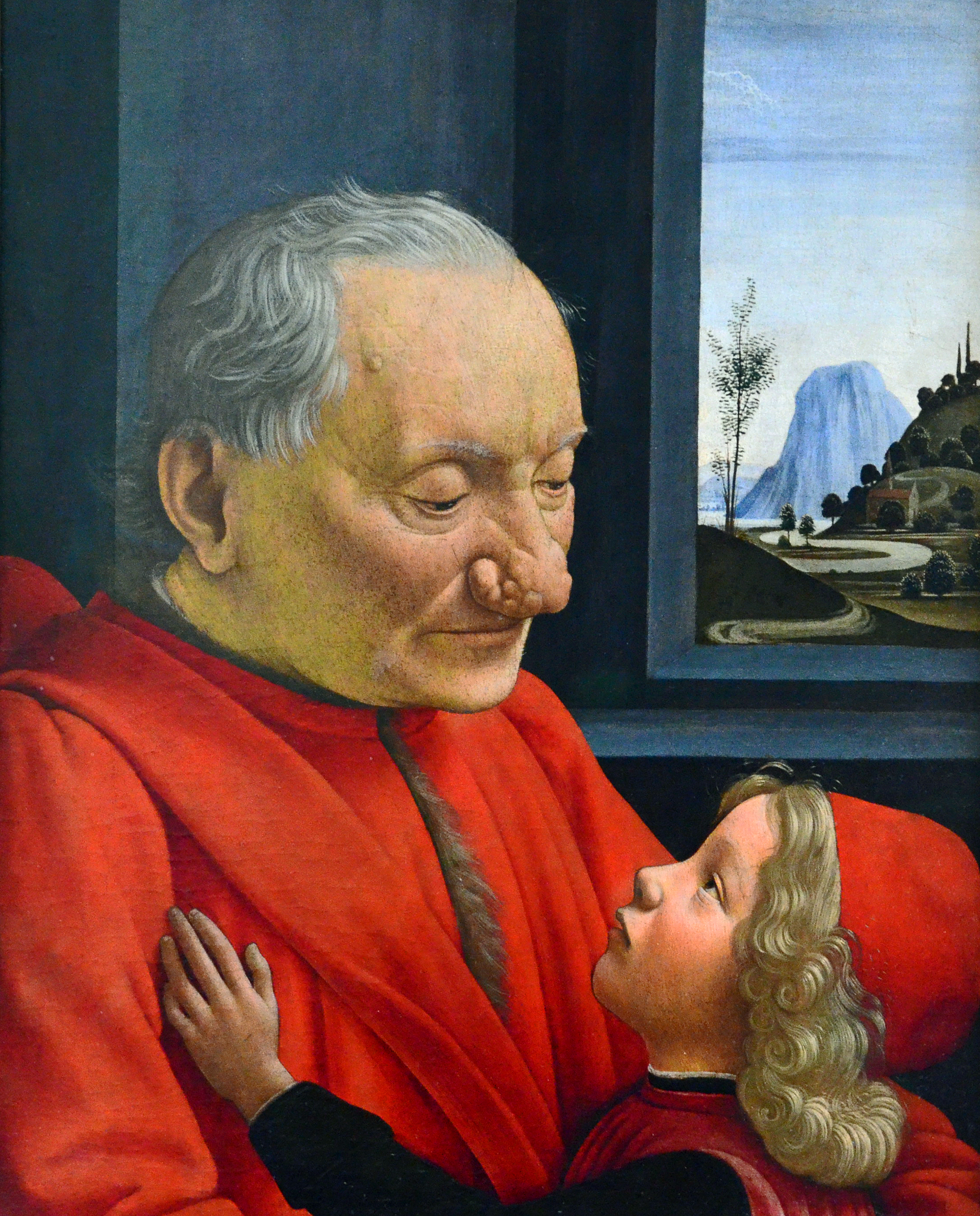
Domenico Ghirlandaio - Ritratto di vecchio con nipote, 1490

Il disegno mostra l'uomo con occhi e bocca chiusi, forse addormentato. Lo ha così descritto Bernard Berenson: «La fronte è larga e rupestre, e i ciuffi di capelli che hanno resistito alla calvizie sembrano concentrare in sé la vitalità dell'intera maschera facciale: sulla quale troneggia un sorprendente, stupefacente nasone bitorzoluto, grinzoso come una mela cotogna e gibboso come una patata in germinazione. Tale deformità, tuttavia, non è repellente, né menoma la dignità di quel volto.»